# Вяльково (Смоленская область)
Вяльково — деревня в Кардымовском районе Смоленской области России. Входит в состав Нетризовского сельского поселения. Население — 6 жителей (2007 год).
Расположена в центральной части области в 15 км к юго-западу от Кардымова, в 14 км южнее автодороги Р134 «Старая Смоленская дорога» Смоленск — Дорогобуж — Вязьма — Зубцов, на берегу реки Малый Вопец. В 1,5 км севернее деревни расположена железнодорожная станция Конец на линии Смоленск — Сухиничи.

## История
В годы Великой Отечественной войны деревня была оккупирована гитлеровскими войсками в августе 1941 года, освобождена в сентябре 1943 года.

## Известные уроженцы
- Цапов, Иван Иванович (1922—2011) — лётчик-ас авиации ВМФ СССР, Герой Советского Союза, генерал-лейтенант авиации.